# Millerina pennata
Millerina pennata är en tvåvingeart som beskrevs av Malloch 1925. Millerina pennata ingår i släktet Millerina och familjen svampmyggor. Inga underarter finns listade i Catalogue of Life.